# Saint-Genest-de-Beauzon
 Saint-Genest-de-Beauzon  là một xã ở tỉnh Ardèche, vùng Auvergne-Rhône-Alpes ở đông nam nước Pháp.